# Háry László
Vitéz Háry László (Gyömöre, 1890. augusztus 11.– Kistarcsa, 1953. február 13.) repülő vezérőrnagy, az önálló magyar légierő első parancsnoka.

## Pályája

### Az első világháború előtt
A nagyváradi honvéd-hadapródiskola elvégzése után, 1908-ban zászlós a cs. és kir. 9. tábori vadász zászlóaljnál.

### Az első világháború alatt
Az első világháború során, több fegyvernemet megjárva, 1915-ben már tábori pilóta, a 4. repülőszázadhoz került, majd a 42. vadászrepülő-század parancsnoka lett. Mint vadászrepülő és századparancsnok legendás hírnévre tett szert. 1918. június 22-éig több mint 300, ellenséges terület feletti repülést hajtott végre és nyolcvan légi harcban vett részt. Ezt követően egy szerencsétlenül végződött felszállás közben súlyos sérüléseket szenvedett. Megkapta az egyik legmagasabb hadi kitüntetés, a Lipót-rend Lovagkeresztje hadiékítményes, kardos változatát.

### A Tanácsköztársaság idején
A Magyarországi Tanácsköztársaság idején a győri 8. vörös repülőszázad parancsnoka volt. Huszáros teljesítményeivel ekkoriban is nagy hírnévre tett szert. Egy kisebb kötelék élén egyszer a csallóközi, cseh megszállás alatt lévő nemesócsai repülőtérre „látogatott” zsákmányszerzés céljából. Százada a hazai állomáshelyei között egy önálló vonatszerelvénnyel közlekedett, amivel az üzemképtelen repülőket, a tartalékalkatrészeket, a kiszolgáló személyzetet, a műhelyeket szállították. Egységét emiatt „Háry-cirkusz” névvel is illették, különösen, hogy a harci feladatok mellett szívesen tartottak légi bemutatókat is.

### A két háború között
1922-ben Szegeden, parancsnoksága alatt megkezdődött a pilóta-képzés, amit 1924-től kiegészített a Kenese Waldemár alezredes által irányított szombathelyi Repülőgép-vezető Iskola. Mint őrnagy 1930-ban lett légügyi felügyelő. 1938. november 1. és 1940. december 24. között ezredesi rendfokozatban az önálló magyar Honvéd Légierők első parancsnoka.

### A második világháború alatt
1942/44-ben a Magyar Aero Szövetség elnöke, vezérőrnagy.

### 1945 után

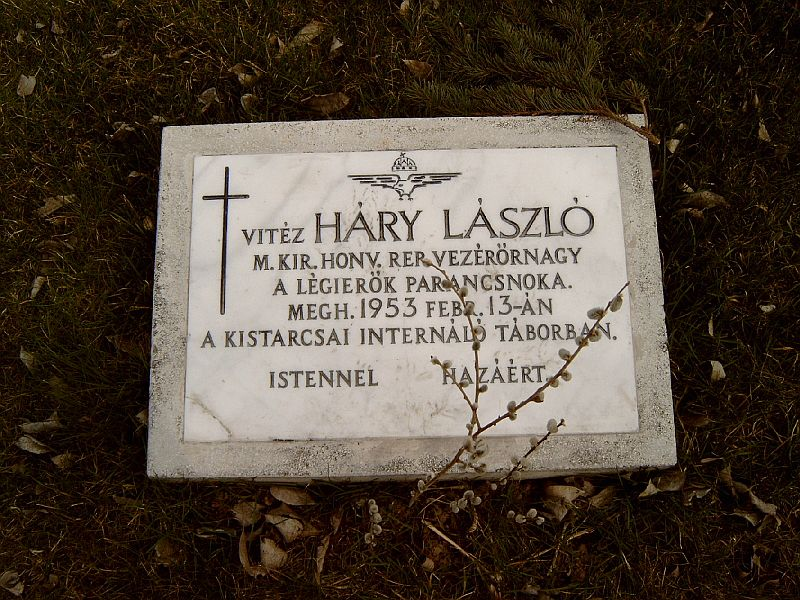
Háry László sírja Budapesten. Új köztemető: 301.

1945. február 27-én feleségével, két gyermekével és Magyar Sándor óceánrepülővel Olaszországba repült (a Bari város melletti Sanvito faluban landolt), azzal az átalakított Fw-58C Weihe futárgéppel, amit a Horthy Miklós Repülő Nemzeti Alap (HMRNA) elnökeként használt[forrás?]. Rómából 1946-ban tért vissza Magyarországra. 1946. szeptember 25-én a Honvédelmi Minisztérium igazoló bizottsága „dicsérettel igazolta”. Azonban 1946. november 20-án a Szövetséges Ellenőrző Bizottság (SZEB) elutasította utazási kérelmét Olaszországba. 1947-ben mégis kiutazott Rómábába, ahonnét 1948-ban újra visszatért Magyarországra. 1949. július 16-án Katonapolitikai Osztály nyomozói letartóztatták öccsével, Háry Kálmánal együtt koholt vádak alapján. Vádemelés és bírói ítélet nélkül a kistarcsai internálótáborba zárták, s gyógyszereinek megvonása miatt 1953. február 13-án – szívelégtelenségben – elhunyt.
Napjainkban a Honvédségben repülő egység viseli a nevét.